# أندرس دي أولموس

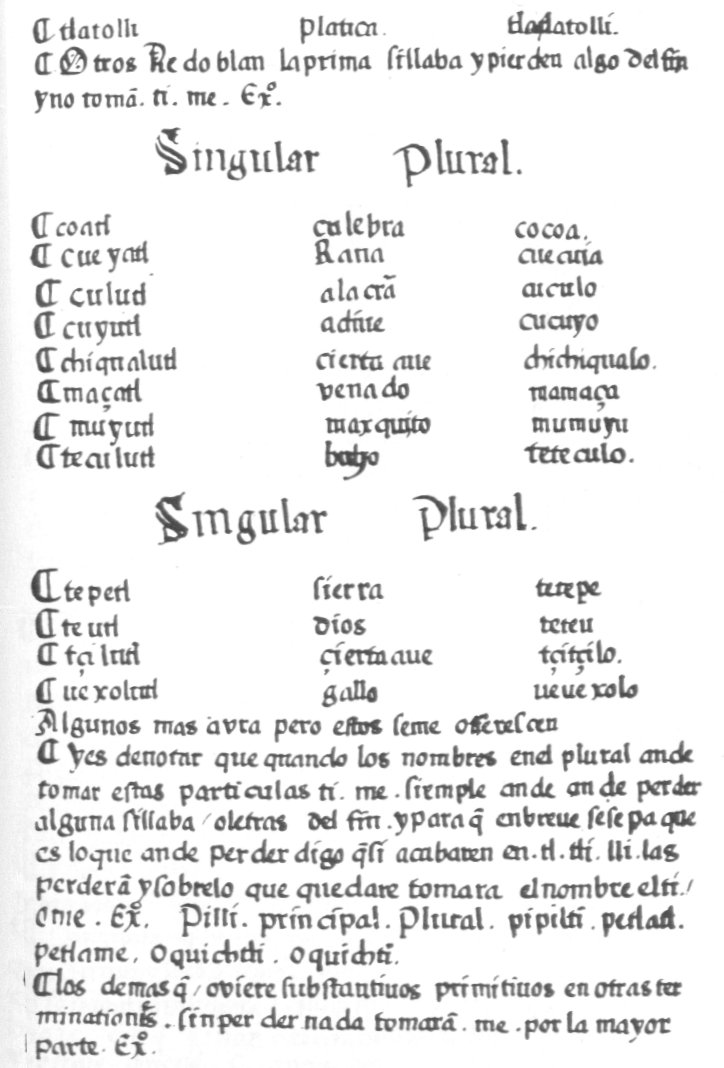
صفحة من كتاب"فن تعلم اللغة المكسيكية لأندرس دي أولموس"

أندرس دي أولموس(بالإسبانية:Andrés de Olmos) (أونيا ،برغش ،1485م - تامبيكو ،إسبانيا الجديدة 8أكتوبر 1571م) هو من مبشرين فرنسيسكانية ،وترجع شهرته إلى عمله كفقيه لغوي للناواتل(ناواتل ،واللغة الواستاكو(أحد لغات المايا) ،ولغة التوتوناكو.

## السيرة الذاتية
هناك العديد من الآراء المختلفة حول سنة ميلاده ،حيث يقول المؤرخ خيورخس باودوت إنه وُلِد عام1480م ، أما واضع المعاجم رَمي سيميون يقول إنه وُلِد سنة 1491م ،وبالنسبة إلى الفقيه اللغوي والمؤرخ أنخيل ماريا جاريباي إنه وُلِد عام1500م ،أما عالمة اللغة أسنسيون إيرناندز تريبينيو والفليسوف ميجل ليون-بورنيا يقولوا إنه عام1485م.
عاش أندرس أولموس مع أختهِ خلال فترة شبابه في أولموس دي بورجوس ،ودَرسَ علوم الحقوق. وفي الحادية والعشرين من عمره ألتحق بالمعهد الديني للرهبان الصغار. تعرف على الراهب خوان دي سوماراجا ،والذي طلب منه أن يسافر إلى أمريكا[ ؟ ] لتنصير السكان الأصليين. وبهذه الطريقة أيضاً سافر إلى إسبانيا الجديدة عام1528م.
عام 1533م شارك في تأسيس مدرسة سانتا كروز دي كلاتالولكو ،والتي شارك فيها حتى عام1539م ،ثم سافر إلى هويتلالبان(منطقة بتوتوناكو).
أسس عام1544م مقر الإرسالية التبشيرية تاماهوليبا ،والذي اتخذ اسمه من ولاية تاماوليباس ،حيث قام بتصوير الهنود. ونظراً لمهمته كمبشر عبر العديد من الأراضي نحو شمال نهر بالماس ،حيث كان مدعماً لتعمير هذه المنطقة. ما بين1558م ،و1568م استقر بنامبيكو حيث تكرس لكتابة جزء جيد من أعماله ،وبسبب ذهابه كمُنصر للعديد إلى البلدان ،استطاع أن يتعلم لغة المتواتر ،ولغة تباهوان ،ولغة الواستاكو ،والتوتوناكو. توفى في8أكتوبر1571م.

## أعماله وكتاباته
كَتْبَ كُتب بلغة النواتل ،والتوتوناكو ،والواستاكو ،واللغة الإسبانية ،ومن بين تلك الكتب تم العثور على العناوين التالية:
- القواعد اللغوية للغة المكسيكية.
- فن تعلم لغة التوتوناكو.
- قاموس التوتوناكو.
- كلمات لغة النواتل.
- محادثات السادة المكسيكيين اتجاه أبنائهم ،ورعاياهم.
- فن تعلم اللغة المكسيكية.
- مذهب مسيحي في اللغة الواستاكو.

## وصلات أخرى
Eguiara y Eguren, José de (1998). Historia de sabios novohispanos. México: Universidad Nacional Autónoma de México. ISBN 968-36-6761-9. Consultado el 27 de agosto de 2013.
Hoyo, Eugenio del (2005). Historia del Nuevo Reino de León (1577-1723). Monterrery: Fondo Editorial de Nuevo León. ISBN 978-970-9715-07-1. Consultado el 27 de agosto de 2013.